# 다카라즈카 가극단 56기생
다카라즈카 가극단 56기생은 1968년에 다카라즈카 음악학교에 입학, 1970년에 졸업, 다카라즈카 가극단에 입단하여, 「시키노오도리 그림 두루마리」 「헬로! 다카라즈카」로 초무대를 밟은 70명을 가리킨다.

## 개요
입학 당시에는 72명이었지만, 중퇴 1명, 입단 사퇴 1명 (이시다 유리, 남편 전 가수 나카니시 레이)이 있었다.
전 유키구미 톱스타 현재 배우 아사미 레이, 전 유키・호시구미 톱여역이자 현재 배우 아즈마 치아키, 전 하나구미 조장 타카라 준코, 전 유키구미 조장 마사키 케이코, 전 전과 남역이자 전 호시구미 부조장 반 아키라, 전 츠키구미 남역 스타이자, 재단 중 사망한 세이 렌카, 전 츠키구미 여역 스타 죠 하루키, 전 유키구미 여역 스타 키즈키 미호, 나츠카와 루미 (가수 코야나기 루미코), 나나우미 미호코 (가수 히키다 아이코), 하타 아리사 (점성술사 미즈하라 유우키), 란 히데키 (남편 하네다 켄타로, 딸 하네다 아야코 (재단 당시 예명 후부키 아유 (80)), 사이교쿠 렌 (전 호시구미 여역 센도 카호의 엄마), 미키 히로미 (전 하나구미 남역 마키 이즈미의 엄마)가 입단하였다.

## 일람
| 예명            | 생일      | 출신지                         | 출신 학교                          | 예명의 유래                              | 애칭             | 역할 | 퇴단년도 | 비고                                                              |
| --------------- | --------- | ------------------------------ | ---------------------------------- | ---------------------------------------- | ---------------- | ---- | -------- | ----------------------------------------------------------------- |
| 明石純          | 6월 5일   | 효고현 아카시시                | 고베야마테가쿠엔                   | 출신지와 생월 (6월)                      | 카코짱, 토토코   | 남역 | 1974년   |                                                                   |
| 아카시 준       | 6월 5일   | 효고현 아카시시                | 고베야마테가쿠엔                   | 출신지와 생월 (6월)                      | 카코짱, 토토코   | 남역 | 1974년   |                                                                   |
| 茜千夏          | 12월 11일 | 도쿄도                         | 니카이도고등학교                   | 가족과 친구들에게 상의하여 결정          | 마미             | 여역 | 1970년   |                                                                   |
| 아카네 치나츠   | 12월 11일 | 도쿄도                         | 니카이도고등학교                   | 가족과 친구들에게 상의하여 결정          | 마미             | 여역 | 1970년   |                                                                   |
| 秋露路          | 3월 18일  | 미야기현 센다이시              | PL가쿠엔중학교                     | 존경하는 선생님이 명명                   | 무쿠짱, 키아짱   | 여역 | 1971년   |                                                                   |
| 아키 츠유지     | 3월 18일  | 미야기현 센다이시              | PL가쿠엔중학교                     | 존경하는 선생님이 명명                   | 무쿠짱, 키아짱   | 여역 | 1971년   |                                                                   |
| 朝風薫          | 3월 17일  | 효고현 이타미시                | 이타미시립이타미고등학교           | 시라이 테츠조가 명명                     | 타와짱           | 남역 | 1972년   |                                                                   |
| 아사카제 카오루 | 3월 17일  | 효고현 이타미시                | 이타미시립이타미고등학교           | 시라이 테츠조가 명명                     | 타와짱           | 남역 | 1972년   |                                                                   |
| 麻実れい        | 3월 11일  | 도쿄도 치요다구                | 도쿄가정학원고등학교               | 자기가 고안                              | 타-코            | 남역 | 1985년   | 배우 남편 노부모토 히사타카                                       |
| 아사미 레이     | 3월 11일  | 도쿄도 치요다구                | 도쿄가정학원고등학교               | 자기가 고안                              | 타-코            | 남역 | 1985년   | 배우 남편 노부모토 히사타카                                       |
| 東千晃          | 3월 10일  | 도쿄도 세타가야구              | 고베쇼인가쿠인                     | 지인이 명명                              | 멧치             | 여역 | 1982년   | 배우                                                              |
| 아즈마 치아키   | 3월 10일  | 도쿄도 세타가야구              | 고베쇼인가쿠인                     | 지인이 명명                              | 멧치             | 여역 | 1982년   | 배우                                                              |
| 和泉万里        | 3월 30일  | 오사카부                       | 바이카고등학교                     |                                          | 욧코             | 여역 | 1978년   |                                                                   |
| 이즈미 마리     | 3월 30일  | 오사카부                       | 바이카고등학교                     |                                          | 욧코             | 여역 | 1978년   |                                                                   |
| 宇月千佳        | 2월 27일  | 효고현 아시야시                | 무코가와가쿠인                     |                                          | 톳코             | 여역 | 1979년   |                                                                   |
| 우즈키 치카     | 2월 27일  | 효고현 아시야시                | 무코가와가쿠인                     |                                          | 톳코             | 여역 | 1979년   |                                                                   |
| 瓜生三七子      | 3월 14일  | 효고현 고베시                  | 고베여자야마테가쿠엔               | 가족이 고안                              | 미나코           | 남역 | 1974년   |                                                                   |
| 우류 미나코     | 3월 14일  | 효고현 고베시                  | 고베여자야마테가쿠엔               | 가족이 고안                              | 미나코           | 남역 | 1974년   |                                                                   |
| 江美ひろき      | 9월 18일  | 도쿄도 시부야구                | 릿쿄죠가쿠인                       |                                          | 에미, 야노짱     | 남역 | 1975년   |                                                                   |
| 에미 히로키     | 9월 18일  | 도쿄도 시부야구                | 릿쿄죠가쿠인                       |                                          | 에미, 야노짱     | 남역 | 1975년   |                                                                   |
| 大内しげる      | 9월 29일  | 오사카부 토요나카시            | 바이카고등학교                     | 쇼켄황태후 어가(御歌)                    | 레이코, 렌렌     | 남역 | 1975년   |                                                                   |
| 오오우치 시게루 | 9월 29일  | 오사카부 토요나카시            | 바이카고등학교                     | 쇼켄황태후 어가(御歌)                    | 레이코, 렌렌     | 남역 | 1975년   |                                                                   |
| 丘さゆり        | 5월 30일  | 미야기현 케센누마시            | PL가쿠엔중학교                     |                                          | 토모코짱, 토모짱 | 여역 | 1974년   |                                                                   |
| 오카 사유리     | 5월 30일  | 미야기현 케센누마시            | PL가쿠엔중학교                     |                                          | 토모코짱, 토모짱 | 여역 | 1974년   |                                                                   |
| 香真由          | 5월 30일  | 토야마현 타카오카시            | PL가쿠엔                           | 존경하는 사람이 명명                     | 쿠리상           | 여역 | 1974년   |                                                                   |
| 카오리 마유     | 5월 30일  | 토야마현 타카오카시            | PL가쿠엔                           | 존경하는 사람이 명명                     | 쿠리상           | 여역 | 1974년   |                                                                   |
| 克まさる        | 2월 10일  | 도쿄도 타이토구                | 코지마치가쿠엔                     | 자기가 고안                              | 시마             | 남역 | 1986년   | 카츠 사치요 (克沙千世)로 개명                                     |
| 카츠 마사루     | 2월 10일  | 도쿄도 타이토구                | 코지마치가쿠엔                     | 자기가 고안                              | 시마             | 남역 | 1986년   | 카츠 사치요 (克沙千世)로 개명                                     |
| 火鳥亜紀        | 8월 10일  | 기후현 기후시                  | 카노우고등학교 음악과              | 불새같이 격렬하게                        | 룬, 루미         | 여역 | 1973년   |                                                                   |
| 카토리 아키     | 8월 10일  | 기후현 기후시                  | 카노우고등학교 음악과              | 불새같이 격렬하게                        | 룬, 루미         | 여역 | 1973년   |                                                                   |
| 加奈霞          | 11월 1일  | 오사카부 톤다바야시시          | PL가쿠엔                           | 존경하는 선생님이 명명                   | 카나에           | 여역 | 1979년   |                                                                   |
| 카나 카스미     | 11월 1일  | 오사카부 톤다바야시시          | PL가쿠엔                           | 존경하는 선생님이 명명                   | 카나에           | 여역 | 1979년   |                                                                   |
| 貴条ともか      | 4월 25일  | 도쿄도 카츠시카구              | 고쿠부다이죠시가쿠인               |                                          | 치-토            | 남역 | 1986년   |                                                                   |
| 키죠 토모카     | 4월 25일  | 도쿄도 카츠시카구              | 고쿠부다이죠시가쿠인               |                                          | 치-토            | 남역 | 1986년   |                                                                   |
| 城月美穂        | 4월 25일  | 도쿄도                         | 오오야마고등학교                   |                                          | 앗코             | 여역 | 1981년   | 배우                                                              |
| 키즈키 미호     | 4월 25일  | 도쿄도                         | 오오야마고등학교                   |                                          | 앗코             | 여역 | 1981년   | 배우                                                              |
| 国ちひろ        | 12월 17일 | 시즈오카현 이나사군            | 키가고등학교                       | 존경하는 선생님이 명명                   | 칫치             | 남역 | 1980년   |                                                                   |
| 쿠니 치히로     | 12월 17일 | 시즈오카현 이나사군            | 키가고등학교                       | 존경하는 선생님이 명명                   | 칫치             | 남역 | 1980년   |                                                                   |
| 邦月美岐        | 2월 17일  | 나가사키현 이사하야시          | 고베카이세이죠시가쿠인 고등부      |                                          | 미키             | 여역 | 1980년   | 배우                                                              |
| 쿠니즈키 미키   | 2월 17일  | 나가사키현 이사하야시          | 고베카이세이죠시가쿠인 고등부      |                                          | 미키             | 여역 | 1980년   | 배우                                                              |
| 湖里夏          | 1월 23일  | 이시카와현 카나자와시          | 오사카시부야고등학교               | 좋아하는 글자를 모음                     |                  | 남역 | 1973년   |                                                                   |
| 코자토 나츠     | 1월 23일  | 이시카와현 카나자와시          | 오사카시부야고등학교               | 좋아하는 글자를 모음                     |                  | 남역 | 1973년   |                                                                   |
| 駒草あゆみ      | 7월 21일  | 교토부 교토시                  | 도시샤여자고등학교                 | 말풀꽃 (駒草の花)                        | 하루미           | 여역 | 1974년   |                                                                   |
| 코마쿠사 아유미 | 7월 21일  | 교토부 교토시                  | 도시샤여자고등학교                 | 말풀꽃 (駒草の花)                        | 하루미           | 여역 | 1974년   |                                                                   |
| 才玉蓮          | 10월 1일  | 효고현 고베시                  | 이쿠타중학교                       |                                          | 에이코, 엣짱     | 여역 | 1974년   | 딸 센도 카호 (84)                                                 |
| 사이 교쿠렌     | 10월 1일  | 효고현 고베시                  | 이쿠타중학교                       |                                          | 에이코, 엣짱     | 여역 | 1974년   | 딸 센도 카호 (84)                                                 |
| 里美あきら      | 12월 9일  | 오사카부 오사카시              | 하고로모가쿠엔                     | 자기가 고안                              | 모츠             | 남역 | 1987년   |                                                                   |
| 사토미 아키라   | 12월 9일  | 오사카부 오사카시              | 하고로모가쿠엔                     | 자기가 고안                              | 모츠             | 남역 | 1987년   |                                                                   |
| 紫賀みどり      | 7월 15일  | 카나가와현 즈시시              | 요코하마스이란고등학교             | 부모님이 고안                            | 미도리짱         | 여역 | 1980년   |                                                                   |
| 시가 미도리     | 7월 15일  | 카나가와현 즈시시              | 요코하마스이란고등학교             | 부모님이 고안                            | 미도리짱         | 여역 | 1980년   |                                                                   |
| 重たくみ        | 4월 10일  | 오사카부 미노오시              | 이케다고등학교                     |                                          | 야마             | 남역 | 1973년   |                                                                   |
| 시게 타쿠미     | 4월 10일  | 오사카부 미노오시              | 이케다고등학교                     |                                          | 야마             | 남역 | 1973년   |                                                                   |
| 紫乃右行        | 6월 21일  | 도쿄도                         | 오오츠마가쿠인                     |                                          | 우라             | 남역 | 1976년   |                                                                   |
| 시노 우유키     | 6월 21일  | 도쿄도                         | 오오츠마가쿠인                     |                                          | 우라             | 남역 | 1976년   |                                                                   |
| 島ゆり          | 1월 17일  | 오사카부 사카이시              | 쇼인고등학교                       |                                          | 유-코            | 여역 | 1978년   |                                                                   |
| 시마 유리       | 1월 17일  | 오사카부 사카이시              | 쇼인고등학교                       |                                          | 유-코            | 여역 | 1978년   |                                                                   |
| 紫水晶          | 5월 4일   | 카나가와현 요코하마시          | 선진고등학교                       | 보석의 명언으로 「성실」을 나타냄        | 가이, 헤쵸       | 남역 | 1974년   |                                                                   |
| 시미즈 아키라   | 5월 4일   | 카나가와현 요코하마시          | 선진고등학교                       | 보석의 명언으로 「성실」을 나타냄        | 가이, 헤쵸       | 남역 | 1974년   |                                                                   |
| 珠里みさ        | 9월 27일  | 효고현 고베시                  | 하고로모가쿠엔고등학교             |                                          | 준짱             | 여역 | 1973년   |                                                                   |
| 쥬리 미사       | 9월 27일  | 효고현 고베시                  | 하고로모가쿠엔고등학교             |                                          | 준짱             | 여역 | 1973년   |                                                                   |
| 条はるき        | 4월 30일  | 도쿄도 세타가야구              | 릿쿄죠가쿠인                       |                                          | 미야이, 유리짱   | 남역 | 1985년   | 후에 여역 전환                                                    |
| 죠 하루키       | 4월 30일  | 도쿄도 세타가야구              | 릿쿄죠가쿠인                       |                                          | 미야이, 유리짱   | 남역 | 1985년   | 후에 여역 전환                                                    |
| 寿美夏子        | 8월 28일  | 기후현 기후시                  | 카노우고등학교                     | 가족이 고안                              | 미츠요           | 남역 | 1987년   |                                                                   |
| 스미 나츠코     | 8월 28일  | 기후현 기후시                  | 카노우고등학교                     | 가족이 고안                              | 미츠요           | 남역 | 1987년   |                                                                   |
| 世れんか        | 1월 30일  | 도쿄도 오오타구                | 쵸후가쿠엔                         | 「일생일대의 연가」에서 고 치구사가 명명 | 하무             | 남역 | 1980년   | 재단 중 사망                                                      |
| 세이 렌카       | 1월 30일  | 도쿄도 오오타구                | 쵸후가쿠엔                         | 「일생일대의 연가」에서 고 치구사가 명명 | 하무             | 남역 | 1980년   | 재단 중 사망                                                      |
| 千かほる        | 2월 16일  | 오사카부 오사카시              | 오사카시립히가시중학교             |                                          | 카지코, 캇코     | 여역 | 1972년   |                                                                   |
| 센 카오루       | 2월 16일  | 오사카부 오사카시              | 오사카시립히가시중학교             |                                          | 카지코, 캇코     | 여역 | 1972년   |                                                                   |
| 曹金玲          | 1월 18일  | 중국                           | 대만 세계신문전교                  | 본명                                     | 친린             | 여역 | 1970년   |                                                                   |
| 소 킨레이       | 1월 18일  | 중국                           | 대만 세계신문전교                  | 본명                                     | 친린             | 여역 | 1970년   |                                                                   |
| 貴ひろき        | 3월 14일  | 효고현 고베시                  | 고베죠가쿠인                       |                                          |                  | 남역 | 1972년   |                                                                   |
| 타카 히로키     | 3월 14일  | 효고현 고베시                  | 고베죠가쿠인                       |                                          |                  | 남역 | 1972년   |                                                                   |
| 宝純子          | 12월 7일  | 도쿄도 분쿄구                  | 타케하야고등학교                   |                                          | 레몬             | 남역 | 1990년   |                                                                   |
| 타카라 준코     | 12월 7일  | 도쿄도 분쿄구                  | 타케하야고등학교                   |                                          | 레몬             | 남역 | 1990년   |                                                                   |
| 直ほのか        | 3월 3일   | 히로시마현 히로시마시          | 쇼와여자대학부속고등학교           |                                          | 니이미짱, 쵸쿠   | 여역 | 1975년   |                                                                   |
| 나오 호노카     | 3월 3일   | 히로시마현 히로시마시          | 쇼와여자대학부속고등학교           |                                          | 니이미짱, 쵸쿠   | 여역 | 1975년   |                                                                   |
| 夏川るみ        | 7월 2일   | 후쿠오카현 후쿠오카시          | 치쿠시죠가쿠엔중학교               |                                          |                  | 여역 | 1970년   | 가수 코야나기 루미코                                              |
| 나츠카와 루미   | 7월 2일   | 후쿠오카현 후쿠오카시          | 치쿠시죠가쿠엔중학교               |                                          |                  | 여역 | 1970년   | 가수 코야나기 루미코                                              |
| 菜津木まさ      | 7월 13일  | 오사카부 토요나카시            | 바이카가쿠엔                       | 존경하는 선생님이 명명                   |                  | 남역 | 1973년   |                                                                   |
| 나츠키 마사     | 7월 13일  | 오사카부 토요나카시            | 바이카가쿠엔                       | 존경하는 선생님이 명명                   |                  | 남역 | 1973년   |                                                                   |
| 名鶴ひとみ      | 5월 26일  | 아이치현 나고야시              | 킨죠가쿠인고등학교                 | 언니의 예명                              | 히토미, 옷쿤     | 여역 | 1972년   | 언니 나즈루 카요 (54) 나고야 시내에서 1982년에 댄스 스튜디오 개업 |
| 나즈루 히토미   | 5월 26일  | 아이치현 나고야시              | 킨죠가쿠인고등학교                 | 언니의 예명                              | 히토미, 옷쿤     | 여역 | 1972년   | 언니 나즈루 카요 (54) 나고야 시내에서 1982년에 댄스 스튜디오 개업 |
| 七海水帆子      | 8월 11일  | 히로시마현 히로시마시          | 릿쇼가쿠엔고등학교                 |                                          | 아이코, 아이짱   | 여역 | 1976년   | 샹송가수 히키다 아이코                                            |
| 나나우미 미호코 | 8월 11일  | 히로시마현 히로시마시          | 릿쇼가쿠엔고등학교                 |                                          | 아이코, 아이짱   | 여역 | 1976년   | 샹송가수 히키다 아이코                                            |
| 南城みき        | 9월 25일  | 카나가와현 카와사키시          | 카리타스가쿠엔                     | 지인과 고안                              | 쿠-짱            | 남역 | 1973년   |                                                                   |
| 난죠 미키       | 9월 25일  | 카나가와현 카와사키시          | 카리타스가쿠엔                     | 지인과 고안                              | 쿠-짱            | 남역 | 1973년   |                                                                   |
| 畠亜里紗        | 8월 30일  | 오사카부 미노오시              | 피승천학원                         | 좋아하는 이름 아리사 (亜里紗)            | 유바짱           | 여역 | 1971년   | 배우・가수・점성술사 미즈하라 유우키                              |
| 하타 아리사     | 8월 30일  | 오사카부 미노오시              | 피승천학원                         | 좋아하는 이름 아리사 (亜里紗)            | 유바짱           | 여역 | 1971년   | 배우・가수・점성술사 미즈하라 유우키                              |
| 華かれん        | 3월 5일   | 도쿄도                         | 타케하야고등학교                   |                                          | 도루짱, 야요이   | 여역 | 1973년   | 성우                                                              |
| 하나 카렌       | 3월 5일   | 도쿄도                         | 타케하야고등학교                   |                                          | 도루짱, 야요이   | 여역 | 1973년   | 성우                                                              |
| 英里絵          | 7월 22일  | 오사카부 토요나카시            | 고베죠가쿠인                       |                                          | 아케미           | 여역 | 1976년   |                                                                   |
| 하나부사 리에   | 7월 22일  | 오사카부 토요나카시            | 고베죠가쿠인                       |                                          | 아케미           | 여역 | 1976년   |                                                                   |
| 春宮えり        | 4월 10일  | 오사카부 오사카시              | 소우아이가쿠엔                     |                                          | 츠이시           | 여역 | 1974년   |                                                                   |
| 하루미야 에리   | 4월 10일  | 오사카부 오사카시              | 소우아이가쿠엔                     |                                          | 츠이시           | 여역 | 1974년   |                                                                   |
| 萬あきら        | 12월 21일 | 시즈오카현 시즈오카시          | 신와죠시가쿠엔                     |                                          | 케이             | 남역 | 2010년   | 정년퇴단                                                          |
| 반 아키라       | 12월 21일 | 시즈오카현 시즈오카시          | 신와죠시가쿠엔                     |                                          | 케이             | 남역 | 2010년   | 정년퇴단                                                          |
| 秀なつき        | 6월 2일   | 오사카부 이케다시              | 시부야고등학교                     | 어머니와 상담                            | 논코             | 남역 | 1974년   |                                                                   |
| 히데 나츠키     | 6월 2일   | 오사카부 이케다시              | 시부야고등학교                     | 어머니와 상담                            | 논코             | 남역 | 1974년   |                                                                   |
| 藤京子          | 7월 26일  | 효고현 아시야시                | 인천학원                           | 본명과 고향에서 따옴                     |                  | 여역 | 2009년   |                                                                   |
| 후지 쿄코       | 7월 26일  | 효고현 아시야시                | 인천학원                           | 본명과 고향에서 따옴                     |                  | 여역 | 2009년   |                                                                   |
| 北條ゆかり      | 9월 29일  | 카나가와현 요코스카시          | 요코하마국립대학부속카마쿠라중학교 | 가문 (家紋)                              | 로코             | 여역 | 1974년   |                                                                   |
| 호죠 유카리     | 9월 29일  | 카나가와현 요코스카시          | 요코하마국립대학부속카마쿠라중학교 | 가문 (家紋)                              | 로코             | 여역 | 1974년   |                                                                   |
| 星すばる        | 5월 31일  | 오사카부 오사카시 텐노지구     | 타카토리다이중학교                 | 「마쿠라노소시」                         | 스바루           | 남역 | 1977년   |                                                                   |
| 호시 스바루     | 5월 31일  | 오사카부 오사카시 텐노지구     | 타카토리다이중학교                 | 「마쿠라노소시」                         | 스바루           | 남역 | 1977년   |                                                                   |
| 真咲佳子        | 8월 7일   | 오사카부 이케다시              | 이케다고등학교                     | 본명                                     | 코야             | 남역 | 1991년   |                                                                   |
| 마사키 케이코   | 8월 7일   | 오사카부 이케다시              | 이케다고등학교                     | 본명                                     | 코야             | 남역 | 1991년   |                                                                   |
| 松方里佳        | 8월 27일  | 카나가와현 요코스카시          | 오유가쿠엔                         |                                          | 미에             | 여역 | 1979년   |                                                                   |
| 마츠카타 리카   | 8월 27일  | 카나가와현 요코스카시          | 오유가쿠엔                         |                                          | 미에             | 여역 | 1979년   |                                                                   |
| 眉あかり        | 10월 8일  | 카나가와현 요코하마시          | 야마와키가쿠엔                     |                                          | 토시미, 톳짱     | 여역 | 1973년   |                                                                   |
| 마유 아카리     | 10월 8일  | 카나가와현 요코하마시          | 야마와키가쿠엔                     |                                          | 토시미, 톳짱     | 여역 | 1973년   |                                                                   |
| 麻里央さち      | 1월 26일  | 후쿠오카현 후쿠오카시 하카타구 | 후쿠오카죠가쿠인                   | 자기가 고안                              | 사카             | 남역 | 1976년   |                                                                   |
| 마리오 사치     | 1월 26일  | 후쿠오카현 후쿠오카시 하카타구 | 후쿠오카죠가쿠인                   | 자기가 고안                              | 사카             | 남역 | 1976년   |                                                                   |
| 美央まりな      | 3월 12일  | 오사카부                       | 바이카고등학교                     | 가족이 고안                              | 하츠미, 핫짱     | 여역 | 1972년   |                                                                   |
| 미오 마리나     | 3월 12일  | 오사카부                       | 바이카고등학교                     | 가족이 고안                              | 하츠미, 핫짱     | 여역 | 1972년   |                                                                   |
| 美樹ひろみ      | 10월 22일 | 도쿄도 시부야구                | 죠시가쿠인                         | 수목이 아름다워 쭉 퍼지도록              | 하쿠짱           | 여역 | 1981년   | 딸 마키 이즈미 (93)                                               |
| 미키 히로미     | 10월 22일 | 도쿄도 시부야구                | 죠시가쿠인                         | 수목이 아름다워 쭉 퍼지도록              | 하쿠짱           | 여역 | 1981년   | 딸 마키 이즈미 (93)                                               |
| 水樹亜衣        | 2월 12일  | 도쿄도 스기나미구              | 도쿄가정학원                       |                                          | 후루, 후루케이   | 남역 | 1974년   |                                                                   |
| 미즈키 아이     | 2월 12일  | 도쿄도 스기나미구              | 도쿄가정학원                       |                                          | 후루, 후루케이   | 남역 | 1974년   |                                                                   |
| 水里ゆたか      | 10월 5일  | 효고현 이타미시                | 소노다가쿠엔고등학교               |                                          | 오미즈           | 남역 | 1973년   |                                                                   |
| 미즈사토 유타카 | 10월 5일  | 효고현 이타미시                | 소노다가쿠엔고등학교               |                                          | 오미즈           | 남역 | 1973년   |                                                                   |
| 美竹英里        | 7월 26일  | 도쿄도 이타바시구              | 야마와키가쿠엔                     | 은사가 명명                              | 밋코, 타로-      | 남역 | 1976년   |                                                                   |
| 미타케 에리     | 7월 26일  | 도쿄도 이타바시구              | 야마와키가쿠엔                     | 은사가 명명                              | 밋코, 타로-      | 남역 | 1976년   |                                                                   |
| 美奈瀬杏        | 11월 3일  | 도쿄도                         | 시라유리가쿠엔                     |                                          | 사치, 삿치       | 여역 | 1970년   |                                                                   |
| 미나세 쿄       | 11월 3일  | 도쿄도                         | 시라유리가쿠엔                     |                                          | 사치, 삿치       | 여역 | 1970년   |                                                                   |
| 美原真千子      | 12월 5일  | 후쿠오카현                     | PL가쿠엔중학교                     | 존경하는 사람이 명명                     | 치-              | 여역 | 1971년   |                                                                   |
| 미하라 마치코   | 12월 5일  | 후쿠오카현                     | PL가쿠엔중학교                     | 존경하는 사람이 명명                     | 치-              | 여역 | 1971년   |                                                                   |
| 美々はるみ      | 3월 14일  | 카나가와현 후지사와시          | 카나가와현립후지사와고등학교       |                                          | 데코             | 여역 | 1972년   |                                                                   |
| 미미 하루미     | 3월 14일  | 카나가와현 후지사와시          | 카나가와현립후지사와고등학교       |                                          | 데코             | 여역 | 1972년   |                                                                   |
| 武蔵野三千代    | 8월 11일  | 도쿄도 타이토구                | 공립죠시가쿠엔고등학교             | 출신지                                   | 노부짱           | 남역 | 1974년   |                                                                   |
| 무사시노 미치요 | 8월 11일  | 도쿄도 타이토구                | 공립죠시가쿠엔고등학교             | 출신지                                   | 노부짱           | 남역 | 1974년   |                                                                   |
| 山奈由佳        | 5월 10일  | 히로시마현 히로시마시          | 바이카고등학교                     |                                          | 낫코             | 남역 | 1980년   |                                                                   |
| 야마나 유카     | 5월 10일  | 히로시마현 히로시마시          | 바이카고등학교                     |                                          | 낫코             | 남역 | 1980년   |                                                                   |
| 祐樹叶          | 6월 8일   | 효고현 니시노미야시            | 코시엔가쿠인 고등부                |                                          | 히-코            | 남역 | 1976년   |                                                                   |
| 유우키 카나에   | 6월 8일   | 효고현 니시노미야시            | 코시엔가쿠인 고등부                |                                          | 히-코            | 남역 | 1976년   |                                                                   |
| 蘭ひでき        | 1월 2일   | 도쿄도                         | 카와무라가쿠엔                     |                                          | 닛키             | 남역 | 1971년   | 남편 하네다 켄타로 딸 후부키 아유 (80)                            |
| 란 히데키       | 1월 2일   | 도쿄도                         | 카와무라가쿠엔                     |                                          | 닛키             | 남역 | 1971년   | 남편 하네다 켄타로 딸 후부키 아유 (80)                            |
| 若ちとせ        | 3월 25일  | 오사카부 오사카시              | 성모여학원 고등과                  | 존경하는 선생님이 명명                   | 타카짱           | 여역 | 1974년   |                                                                   |
| 와카 치토세     | 3월 25일  | 오사카부 오사카시              | 성모여학원 고등과                  | 존경하는 선생님이 명명                   | 타카짱           | 여역 | 1974년   |                                                                   |
| 若月香          | 12월 2일  | 오사카부 이케다시              | 이케다중학교                       | 지인이 명명                              | 푱               | 남역 | 1981년   |                                                                   |
| 와카즈키 카오루 | 12월 2일  | 오사카부 이케다시              | 이케다중학교                       | 지인이 명명                              | 푱               | 남역 | 1981년   |                                                                   |